# Jean-Georges-Henri Masson Bachasson de Montalivet
Jean-Georges-Henri Masson Bachasson de Montalivet, francoski general, * 1880, † 1967.